# Epirhyssa pacheia
Epirhyssa pacheia là một loài tò vò trong họ Ichneumonidae.